# Malcolm Sinclair (20e comte de Caithness)
Malcolm Ian Sinclair, 20e comte de Caithness (né le 3 novembre 1948), est un homme politique conservateur écossais et membre de la Chambre des lords. Il est également le 20e lord Berriedale, le 15e baronnet Sinclair de Canisbay, comté de Caithness, en Nouvelle-Écosse, et le chef du clan Sinclair. Il est le directeur général du Clan Sinclair Trust. 

## Éducation
Il fait ses études à la Blairmore School d'Aberdeenshire (alors Marlborough College) et au Royal Agricultural College de Cirencester. 

## Carrière politique
Malcolm Caithness est whip du gouvernement de la Chambre des Lords sous Margaret Thatcher de 1984 à 1985. Il rejoint le ministère des Transports en tant que sous-secrétaire d'État parlementaire, jusqu'en 1986, année où il devient ministre d'État au Ministère de l'Intérieur. En 1988, il est nommé ministre d'État au ministère de l'Environnement. En 1989, il est payeur général et ministre d'État au Trésor. 
En 1990, il est nommé ministre d'État au ministère des Affaires étrangères, puis, en 1992, de retour au ministère des Transports. Il est nommé conseiller privé en 1990. 
Avec l'adoption de la House of Lords Act 1999, Caithness, avec la plupart des autres pairs héréditaires, perd son droit automatique de siéger à la Chambre des Lords. Il est cependant élu parmi les 92 pairs représentatifs qui restent à la Chambre des lords. Il a depuis bloqué la poursuite de la réforme des Lords, en déposant des amendements de «démolition» à un projet de loi visant à abolir les élections partielles pour les pairs héréditaires, proposé par Bruce Grocott en 2018. 
Il est administrateur du château de la reine Elizabeth de Mey Trust, depuis sa création en 1996 jusqu'en 2016. En 1999, il aide à fonder un organisme de bienfaisance patrimonial, le Clan Sinclair Trust, dont le but est la préservation et la conservation de Castle Sinclair Girnigoe, près de Wick in Caithness. Il est directeur et chargé de faire inscrire le château par le World Monuments Fund dans sa liste de surveillance des 100 sites les plus menacés dans le monde en 2002, de collecter des fonds et de superviser les travaux de restauration qui ont permis au château d'être accessible et ouvert au public. 

## Vie privée
Il épouse Diana Caroline Coke (1953–1994) en 1975. En janvier 1994, il démissionne de son poste au ministère des Transports, à la suite du suicide de sa femme. En 2004, il épouse Leila C. Jenkins à la Chapelle de Rosslyn, qu'il a rencontrée à Ascot, et il demande le divorce un an plus tard.  
Il a deux enfants, Iona Alexandra Sinclair (née en 1978) et Alexander James Richard Sinclair, Lord Berriedale (né en 1981). 

## Clan Sinclair
Il existe des associations Clan Sinclair au Royaume-Uni, en Australie, au Canada, en Italie et aux États-Unis. 
Malcolm Sinclair organise le premier rassemblement international du clan Sinclair à Caithness en 2000, puis à nouveau en 2002, 2005, 2008, 2010, 2012 (en Norvège) et 2015. 